# Jacques Piccard
Jacques Piccard (sinh ngày 28 tháng 07 năm 1922 — mất ngày 01 tháng 11 năm 2008)
Cha của Jacques, người đã lập kỷ lục thế giới về độ cao trên khinh khí cầu của mình, bắt đầu sử dụng kỹ thuật nổi được sử dụng trong bóng bay để phát triển một phương tiện lặn, đó chính là bathyscaphe. Jacques ban đầu bắt đầu sự nghiệp của mình bằng cách giảng dạy kinh tế tại Trường Đại học Genève trong khi tiếp tục giúp cha mình cải tiến bathyscaphe để kiểm tra và chứng tỏ tiềm năng hoạt động của nó ở các vùng nước sâu. Trong quãng thời gian đó, Jacques cũng đã hoàn thành bằng tốt nghiệp tại Viện Nghiên cứu Quốc tế sau Đại học Genève. Piccard và cha đã cùng nhau chế tạo ra ba chiếc bathyscaphe từ năm 1948 đến năm 1955, đạt được độ sâu kỷ lục là 4.600 feet và 10.000 feet (chiếc bathyscaphe cuối cùng được chính phủ mua lại). Với thành công này, Piccard đã từ bỏ kinh tế học để cùng hợp tác với cha mình trong việc cải tiến hơn nữa chiếc bathyscaphe và thể hiện tính thực tiễn của nó đối với việc khám phá và nghiên cứu dưới biển sâu cũng là thành quả cho sự hợp tác của cả hai.
Con trai của Jacques là Bertrand Piccard đã tiếp tục truyền thống của gia đình mình. Bertrand đã chỉ huy chuyến bay liên tục không dừng đầu tiên trên thế giới vào tháng 03 năm 1999 và chuyến bay vòng quanh thế giới sử dụng năng lượng mặt trời đầu tiên vào tháng 12 năm 2009.

## Nhiệm vụ khám phá Vực thẳm Challenger

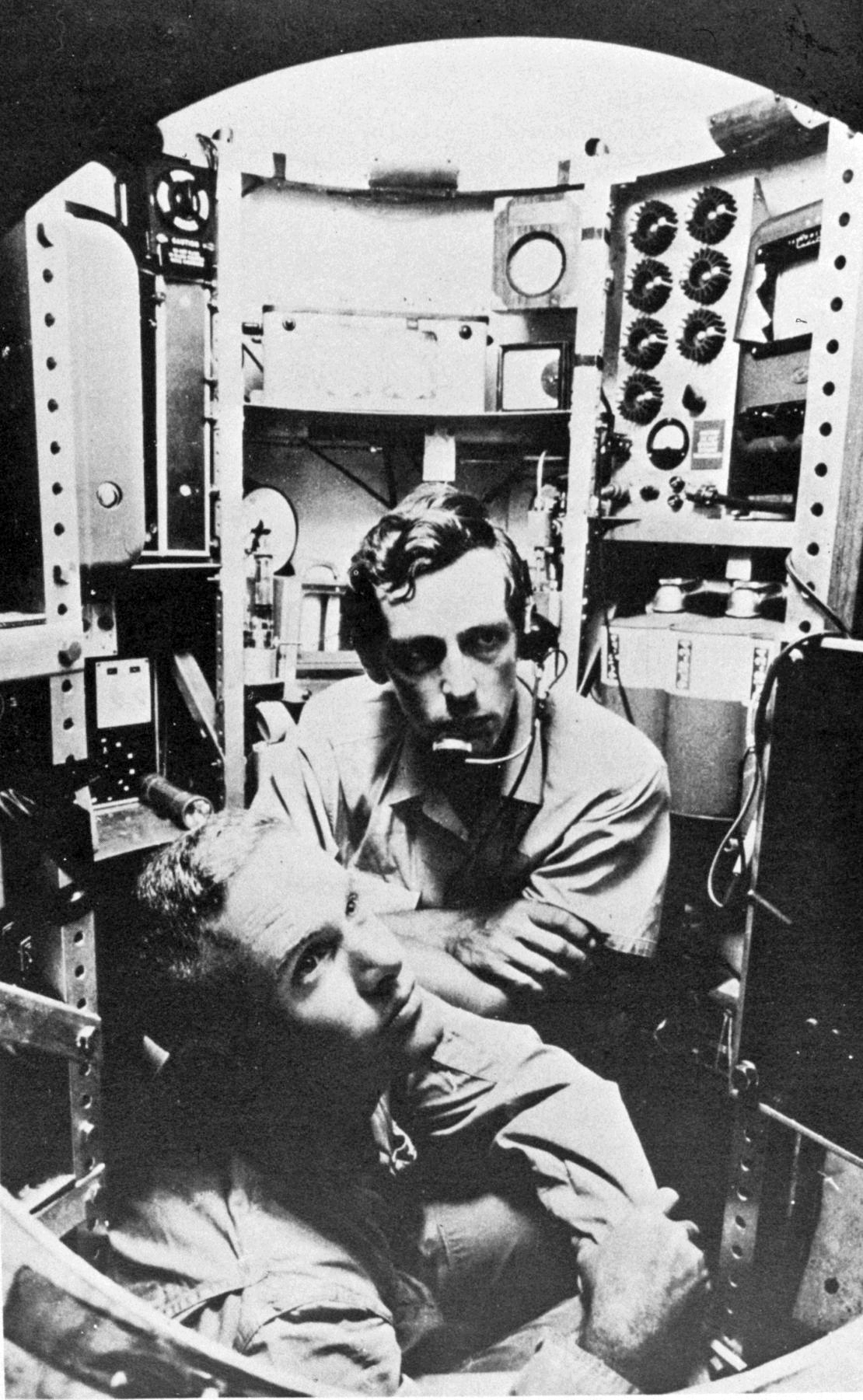
Ảnh chụp Trung úy Don Walsh (phía dưới, bên tay trái) và Jacques Piccard (ở trung tâm), bên trong con tàu bathyscaphe mang tên Trieste.

Jacques đã tìm kiếm sự trợ giúp tài chính từ Hải quân Hoa Kỳ, ông lúc đó đang khám phá nhiều cách thiết kế tàu ngầm để nghiên cứu dưới nước. Jacques đã được chào đón khi đến Hoa Kỳ để trình diễn chiếc áo tắm của mình, hiện được đặt tên là Trieste. Ấn tượng với thiết kế của ông, Hải quân Hoa Kỳ đã mua con tàu và thuê Piccard làm cố vấn. Nhận thức được giá trị chiến lược của một chiếc tàu lặn khả thi trong việc cứu hộ và cứu nạn tàu ngầm, Hải quân Hoa Kỳ đã bắt đầu thử nghiệm tàu Trieste ở độ sâu lớn hơn.
Với việc chiếc Trieste có thể đạt tới độ sâu 24.000 feet, Piccard và các đồng nghiệp của bản thân đã lên kế hoạch cho một thử thách còn lớn hơn - một chuyến đi xuống đáy biển. Vào ngày 23 tháng 01 năm 1960, Piccard và Don Walsh đã đến được tầng của rãnh Mariana nằm ở phía Tây của Bắc Thái Bình Dương. Độ sâu của rãnh được đo là 10,916 mét (35,813 feet);  sau đó, một cách chính xác hơn, các phép đo lường vào năm 1995 cho thấy rãnh Mariana ít sâu hơn một chút ở độ sâu 10.911 mét (35.797 feet). Cuộc thám hiểm mất gần năm giờ đồng hồ. Chiếc Trieste không mang theo thiết bị khoa học vậy nên đã không có thí nghiệm nào được tiến hành; và cũng bởi vì mục đích của nhiệm vụ là chứng minh rằng con người có thể đạt tới được độ sâu sâu nhất của đại dương. Quá trình lặn diễn ra mà không có bất kì sự cố cho đến khi con tàu đạt độ sâu 30.000 feet, thủy thủ đoàn nghe thấy một tiếng nứt lớn. Tuy nhiên, họ vẫn tiếp tục cho tàu lặn xuống, cuối cùng, tàu chạm xuống nơi tận cùng của rãnh Mariana ở độ sâu 35.800 feet.
Khi xuống đến đáy biển, họ nhìn thấy một con cá dẹt cũng như một loại tôm mới. Các nhà sinh vật biển sau đó đã phản bác quan sát của họ, cho rằng không loài cá nào có thể sống sót với áp suất 17.000 psi ở độ sâu như vậy. Khi phát hiện ra các vết nứt trên cửa sổ quan sát, Piccard đã cắt ngắn chuyến đi. Chỉ sau 20 phút ở dưới đáy biển, họ bắt đầu đổ nước dằn ra để có thể trở lại mặt nước, và con tàu Trieste dù bị hư hỏng nhưng đã quay trở lại các tàu hộ tống của nó mà không gặp sự cố nào sau 3 giờ và 15 phút.